# Uitroepteken
Een uitroepteken of uitroepingsteken is een leesteken dat wordt gebruikt om nadruk te geven aan een woord of zin. ! is het symbool waarmee een uitroepteken wordt weergegeven.
- Hé, jij daar!
- Waar heb je het over? Daarover!

Meerdere uitroeptekens achter elkaar geven meer nadruk:
- Hij weet echt niet waar hij mee bezig is!!!
- Vanavond feest!!!

Soms volgt op een fout in een citaat een uitroepteken tussen haakjes. Het geeft aan dat je de fout niet voor eigen rekening neemt en betekent zoveel als (sic).
- "Mijn geliefkoosde Franse dichter", schrijft N., "is Beaudelaire". (!)

Een ander gebruik van het uitroepteken tussen haakjes is het aangeven van sarcasme of ironie. Vooral bij doven-ondertiteling wordt dit vaak gebruikt:
- "Gerard? Die is toch wel zo aardig(!)"

Daarvoor wordt een enkele keer weleens het ironieteken gebruikt.

## Spaans
In het Spaans begint een zinsdeel dat eindigt met een uitroepteken met een omgekeerd uitroepteken (¡), bijvoorbeeld ¡Hola!

## Trivia
Drs. P heeft over het uitroepteken een lied geschreven, getiteld 'Uitroepteken!', verschenen op het verzamelalbum 'Compilé Complé' (2012).
In de Nederlandse uitgave van het weekblad Donald Duck eindigt iedere zin in een tekstballon op een uitroepteken, met uitzondering van vragen. Dit is ook het geval bij de Vlaamse stripreeks Urbanus.